# Ana Clara (apresentadora)
Ana Clara Mello Lima (Rio de Janeiro, 11 de abril de 1997) é uma apresentadora, jornalista, repórter, atriz e youtuber brasileira. Ganhou notoriedade nacional ao participar da décima oitava edição do reality show Big Brother Brasil.

## Biografia
Ana Clara Lima nasceu em 11 de abril de 1997 no Rio de Janeiro, filha única da diretora comercial Eva Mello e do analista de sistemas Ayrton Lima. Foi uma criança descrita como agitada, bagunceira, falante, que não ia bem na escola e repetiu a sétima série. Apesar disso, desde pequena tem forte hábito de leitura, facilidade em argumentação e comunicação, e gosta de falar em público.
Sempre almejou trabalhar com arte e audiovisual na televisão. Começou a fazer aulas de teatro aos 11 anos de idade, na Cia Arte Grimberg. Durante a infância e a adolescência também fez cursos de teatro musical, cinema, marketing, TV, maquiagem, atuou em peças e se formou em inglês.
Em 2016, ingressou no curso de Jornalismo da ESPM Rio, onde foi repórter do Portal de Jornalismo da faculdade, esteve no projeto Universidade no Ar da CBN e participou de competições como animadora de torcida. Na mesma época, fez intercâmbio para a Flórida para estudar inglês novamente. Em 2017, foi estagiária de assessoria de imprensa da Secretaria de Cultura e Economia Criativa do Rio de Janeiro. Durante a graduação, Ana desejava se aprofundar Hard News, mas após a fama foi para o entretenimento, e em entrevista para a Vogue Brasil, declarou que sempre quis ser uma comunicadora e gostaria de ser vista como uma profissional completa "que consegue atuar, apresentar, fazer qualquer coisa".
Em julho de 2019, recebeu o título de "torcedora ilustre" do Fluminense Football Club.

## Carreira

### 2014–2018: Início da fama na Internet eBig Brother Brasil
Ana Clara iniciou sua carreira em 2014, quando começou a postar vídeos despretensiosos na plataforma de vídeos Vine e se tornou popular entre o público infantojuvenil, acumulando mais de 300 mil inscritos e 22 milhões de visualizações. No ano seguinte, abriu no YouTube o canal Quem Nunca? com outras personalidades da internet e em 2017, começou o próprio canal para falar de viagens, Bagagem da Ana, mas não conseguiu dar continuidade por conta da rotina na faculdade e estágio.
Ficou nacionalmente conhecida em 2018, ao ter participado da décima oitava temporada do Big Brother Brasil, ficando em terceiro lugar com 3,39% dos votos, atrás de Kaysar Dadour (39,33%) e Gleici Damasceno (57,28%). Entrou no reality show com o pai Ayrton Lima, que havia tentado ingressar no BBB durante 15 anos, a mãe Eva e o primo Jorge, e após seis dias de convivência, pai e filha foram escolhidos pelo público, com 23,84% e 44,26% dos votos, respectivamente, para ficar no programa e competir como se fossem um único participante, algo inédito no programa, já que esta dinâmica só havia acontecido anteriormente no reality show A Fazenda 7 com as participantes Pepê & Neném. Ao lado de Kaysar, Ana bateu o recorde de prova de resistência mais duradoura da história do programa, a disputa durou 42 horas e 58 minutos até ser interrompida pela produção por questões de saúde e segurança. Foi também a participante feminina que mais rápido alcançou 1 milhão de seguidores no Instagram, chegando no número em 49 dias de confinamento, recorde batido na edição seguinte pela modelo e estudante Hariany.

### 2018–2020: Começo artístico na Globo, volta aoBBBe festivais
“Quero abraçar tudo que aparecer para mim. Vamos apresentar? Vamos. Vamos ser atriz? Vamos. Vamos fazer novela? Vamos. Me chama que eu vou. Vou correr atrás de tudo isso, de todas as oportunidades que aparecerem para mim, com certeza.”

— Ana Clara Lima, site Gshow em 26/04/2018
Almejando seguir carreira artística, após sair do programa se cadastrou no núcleo artístico da TV Globo para atuar nas produções da Casa. Em junho, foi chamada para fazer a cobertura das seletivas do Big Brother Brasil 19 em Goiânia e Rio Branco para as plataformas digitais do reality, e convidada para algumas aparições no Vídeo Show fazendo reportagens e falando das seletivas. Nessa época, surgiram rumores que Ana Clara estaria sendo considerada para integrar o time de apresentadores do programa em uma possível reformulação após a Copa do Mundo, e que teria feito testes para a novela Verão 90. Em julho, foi confirmada no elenco fixo do vespertino como coapresentadora e repórter, ao lado de Sophia Abrahão, Felipe Titto, Marcela Monteiro e duas também ex-participantes do BBB, Fernanda Keulla e Vivian Amorim, e em paralelo, participou de coberturas pontuais de programas como The Voice Brasil e Criança Esperança para o site e redes sociais da Globo. Ainda em 2018, lançou uma linha de maquiagens em parceria com a marca brasileira Miss Pink, representou o clube do livro da editora Intrínseca, que durante o período foi batizado de Ana Clara + Intrínsecos e entrou na lista dos Instagram Stories mais assistidos do Brasil, ocupando a 8ª posição. Também foi eleita uma das 25 mulheres mais sexy de 2018 pela IstoÉ e uma das personalidades do ano pelo site IG.

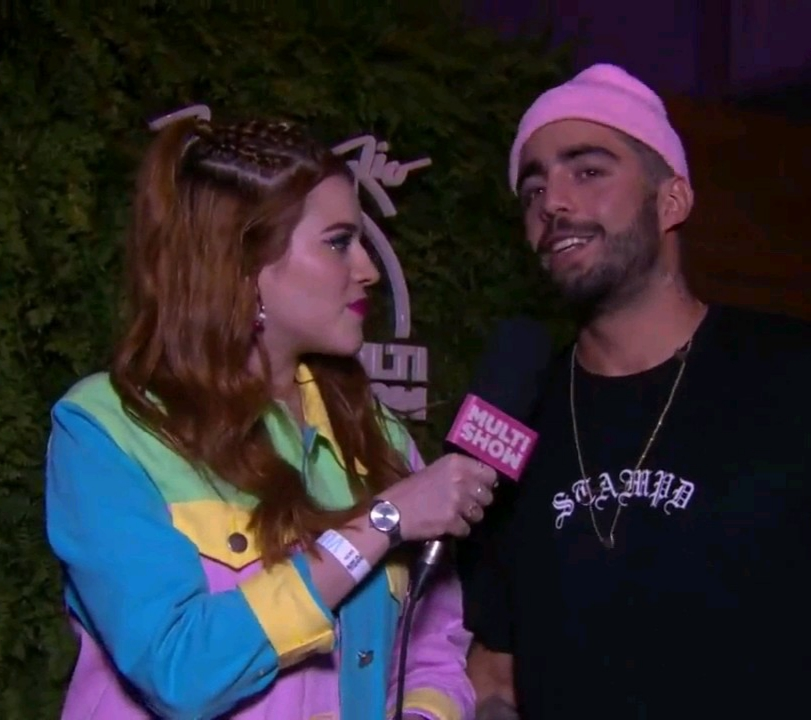
Ana Clara entrevistando Pedro Scooby na transmissão do Rock in Rio (2019)

Em 2019, foi remanejada para a equipe do Big Brother Brasil, mais uma vez acompanhada de Fernanda e Vivian, na nova função entrevistou o público na rua, participantes eliminados, familiares e apresentou o boletim de notícias do programa. No mesmo ano, foi repórter do Multishow nas transmissões do Rock in Rio — sendo considerada pelo UOL, repórter revelação do festival —, Prêmio Multishow, e contratada pela Chevrolet, fez a cobertura digital do Lollapalooza Brasil com Thaynara OG, Flavia Pavanelli, Maria Eugênia e outros influenciadores. Em outubro, foi anunciada como uma das personalidades do projeto Figuras Públicas, do YouTube. Em novembro, gravou o curta-metragem de terror Storytelling a convite do diretor Fábio Brandão. Ainda em 2019, passou a ter sua carreira gerenciada por uma equipe especializada em atores e apresentadores.
Em 2020, apresentou o programa Big Data - Retrospectiva BBB, série de 10 episódios que mostra os melhores momentos das edições do Big Brother Brasil, na plataforma de streaming Globoplay e voltou à equipe de reportagens do Big Brother, com Keulla e Nyvi Estephan, desta vez sendo encarregada não apenas das entrevistas, reportagens de rua e boletim, mas também de apresentar o podcast do programa e realizar as ações promocionais do PicPay, patrocinador do reality. Em abril, participou da live de Ivete Sangalo no Multishow como comentarista, e entrevistando Ivete e uma fã da cantora. Em maio, comandou a live de apresentação do jogador Fred no Fluminense e em julho, voltou a trabalhar com o clube, desta vez apresentando a FluFest. Em agosto, foi convidada pelo GNT para apresentar o especial Dia dos Solteiros - Central de Chamada. Em dezembro, Boninho confirmou nas redes sociais que Ana voltaria ao Rede BBB em 2021.

### 2021–2023: Volta à internet e novos programas

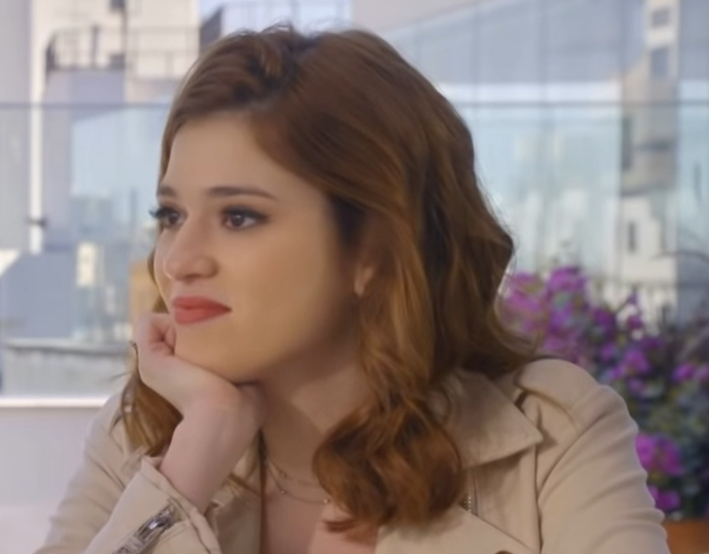
Ana no programa Vai, Fernandinha

Em janeiro de 2021, foi confirmada oficialmente como parte do time de repórteres do BBB 21, com Vivian Amorim e Rhudson Victor. Pelo trabalho, recebeu elogios de Boninho no Twitter e nota 10 de Patrícia Kogut. Em março, voltou com seu canal no YouTube. No mesmo mês, ganhou sua primeira oportunidade de comandar um programa solo, sendo anunciada como apresentadora do vespertino diário Plantão BBB. Na atração, repercutiu os principais momentos da vigésima primeira edição do reality e entrevistou espectadores famosos. O Plantão BBB recebeu opiniões mistas e pegou o segundo lugar geral de audiência durante sua exibição, mas Ana foi elogiada por sua performance.
Em 10 de maio de 2021, assumiu o Bate-Papo No Limite, exibido às terças-feiras após o programa da TV ao vivo no Gshow e Globoplay, onde entrevista os participantes eliminados no reality show. No fim do mesmo mês, a Globo anunciou que Ana Clara conciliaria o No Limite com o The Voice Kids, já que comandaria uma atração web do reality musical para a Globoplay. Em novembro, estreou no Canal Viva apresentando o programa É Tudo Novela!, reality fictício com personagens marcantes da teledramaturgia, feito para comemorar os 70 anos de novelas no Brasil.
Em janeiro de 2022, continua na equipe de apresentadores do Big Brother Brasil, agora comandando as atrações A Eliminação e Fora da Casa. Durante o BBB, tem sua volta a equipe do No Limite anunciada, dessa vez a frente da edição do programa exibida domingo à noite, após o Fantástico. Ana também retorna as transmissões Rock in Rio no Multishow no mesmo ano.
A reporter gravou uma breve participação na novela Cara e Coragem, interpretando a si mesma em uma sequência que simulava a gravação de um comercial, porém as cenas foram removidas pela Rede Globo após polemica envolvendo yellowface

### 2024–presente:Estrela da Casa
No dia 5 de fevereiro de 2024, durante o BBB 24, Ana Clara foi anunciada ao vivo como apresentadora do Estrela da Casa, novo reality de música e confinamento da Globo que estreou em agosto.

## Vida pessoal
Em abril de 2023, Ana Clara assumiu publicamente o namoro com o advogado Bruno Tumoli.

## Filmografia

### Televisão
| Ano           | Título                       | Papel                   | Notas |
| ------------- | ---------------------------- | ----------------------- | ----- |
| 2018          | Big Brother Brasil           | Participante (3º lugar) |       |
| 2018          | Vídeo Show                   | Apresentadora/Repórter  |       |
| 2019–21       | Bate-Papo BBB                | Apresentadora/Repórter  |       |
| 2019-22       | Rock in Rio                  | Apresentadora/Repórter  |       |
| 2020          | Big Data - Retrospectiva BBB | Apresentadora           |       |
| 2021          | Plantão BBB                  | Apresentadora           |       |
| 2021          | The Voice Kids no Parquinho  | Apresentadora           |       |
| 2021          | É Tudo Novela!               | Apresentadora           |       |
| 2022          | No Limite: A Eliminação      | Apresentadora           |       |
| 2022–presente | Big Show                     | Apresentadora           |       |
| 2022          | Fora da Casa                 | Apresentadora           |       |
| 2023          | Lollapalooza Brasil          | Apresentadora           |       |
| 2023–presente | Túnel do Amor                | Apresentadora           |       |
| 2023–presente | Panela Quente                | Apresentadora           |       |
| 2024-presente | Estrela da Casa              | Apresentadora           |       |

### Internet
| Ano                | Título                                      | Função                      | Notas                                                 |
| ------------------ | ------------------------------------------- | --------------------------- | ----------------------------------------------------- |
| 2014–15            | Ana Clara Vine                              | Ela mesma                   |                                                       |
| 2015–16            | Canal Quem nunca?                           | Vários personagens          |                                                       |
| 2016–17            | Portal Jornalismo ESPM                      | Repórter                    | Projeto do Centro de Jornalismo da ESPM               |
| 2017/2021–presente | Canal Ana Clara                             | Ela mesma                   |                                                       |
| 2018               | Seletivas Big Brother Brasil 19             | Repórter                    |                                                       |
| 2018               | Criança Esperança                           | Apresentadora aquecimento   |                                                       |
| 2018               | The Voice Brasil                            | Cobertura dos Bastidores    |                                                       |
| 2019–20            | SóTocaTop                                   | Apresentadora Top           |                                                       |
| 2020               | Podcast BBB                                 | Apresentadora               |                                                       |
| 2020               | Ivete Sangalo em Casa - O React             | Comentarista/Entrevistadora |                                                       |
| 2020               | Live do Tetra                               | Apresentadora               | Apresentação do jogador Fred no Fluminense            |
| 2020               | Live Sorriso Maroto                         | Apresentadora               |                                                       |
| 2020               | Lives Storytelling                          | Entrevistadora              | Entrevistas com elenco do curta-metragem Storytelling |
| 2020               | FluFest                                     | Apresentadora               |                                                       |
| 2020               | Live Dia dos Solteiros - Central de Chamada | Apresentadora               | Especial do canal GNT                                 |
| 2021               | Prêmio Rádio Globo                          | Apresentadora               |                                                       |
| 2022               | Ana & Vegana                                | Apresentadora               | Lives especiais Rock in Rio                           |
| 2022               | Prêmio eSports Brasil                       | Apresentadora               |                                                       |

Cinema
| Ano  | Título                    | Papel | Nota           |
| ---- | ------------------------- | ----- | -------------- |
| 2014 | Confissões de Adolescente |       | Figuração      |
| 2021 | Story Telling             | Mari  | Curta-Metragem |

## Teatro
| Ano  | Título                 | Papel                                  |
| ---- | ---------------------- | -------------------------------------- |
| 2016 | Nada com Coisa Nenhuma | Vários personagens (Esquetes de humor) |

## Rádio
| Ano  | Título             | Notas                                               |
| ---- | ------------------ | --------------------------------------------------- |
| 2017 | Universidade no Ar | Projeto da Rádio CBN para estudantes de Comunicação |

## Publicidade e Eventos
Em 2018, Ana estrelou o comercial da Valda Friends, produto da marca Valda, que foi veiculado na TV. No mesmo ano, fez a campanha do restaurante Outback com sua colega de Vídeo Show, Sophia Abrahão, sendo este veiculado online, e da Mastercard, exibido na internet e televisão, com Gleici Damasceno, Matheus Mazzafera, Luisa Sonza, Rayza Nicácio e Bruno da dupla Bruninho e Davi. No Big Brother Brasil, desde 2019, apresenta ações publicitárias de patrocinadores do programa nas redes sociais do programa e TV.
Como influenciadora digital, atuou como embaixadora da Nívea em 2019 e de 2020 a 2021, foi embaixadora da Carefree. Em setembro de 2020, foi porta-voz da Disney Plus na chegada da plataforma no Brasil, e de um lançamento da marca profissional de tintura Alfaparf Milano, participando de ações de divulgação na imprensa com a Marie Claire e a Revista Quem.
Ana Clara também trabalha como apresentadora e repórter para marcas em ações de marketing:
- BBB: desde 2019, faz ações publicitárias com patrocinadores do Big Brother Brasil no programa e redes sociais do reality. Ao lado da cantora Iza, é o rosto do PicPay durante o programa, apresentando as ativações exibidas na TV, e nas redes sociais já fez ações para a Avon, McDonald's e Fiat;
- Magazine Luiza: em janeiro de 2019, Ana foi apresentadora da Liquidação Fantástica do Magazine Luiza. Foram 6 horas ininterruptas de live transmitida no YouTube em que Ana Clara e outros influenciadores promoveram o evento e divulgaram ofertas;
- Lollapalooza Brasil: em abril de 2019, Ana Clara foi apresentadora e repórter do Lollapalloza Brasil em ação da Chevrolet, patrocinadora oficial do evento. Com outros influenciadores, ela fez a cobertura dos 3 dias oficiais de evento mais OnixDay, mostrando as atrações do festival e entrevistando o público;[62]
- McDonald's: em junho de 2019, foi mestre de cerimônias do evento de lançamento da nova linha da hambúrgueres do McDonald's, com Lucas Rangel;
- Bienal do Rio: em setembro de 2019, cobriu um dos dias da Bienal para as redes sociais, mostrando espaços, atrações e personalidades participantes;
- Rock in Rio: durante a transmissão do Rock in Rio 2019 no Multishow, Ana participou de ações patrocinadas pela Trident e pela Bebecê Calçados como repórter, entrevistando o público do festival;
- Prêmio Multishow: No Prêmio Multishow 2019, Ana Clara entrevistou Gaby Amarantos como parte da ação da Natura no evento, e a banda Lagum vencedora do prêmio Fiat Argo Experimente;
- Ivete Sangalo em Casa: em abril de 2020, como parte da divulgação da live de Ivete Sangalo, Ana Clara entrevistou a cantora à convite da Wella, patrocinadora do evento, e do Multishow. A entrevista foi disponibilizada nas redes sociais;
- Americanas: em outubro de 2020, foi apresentadora de um episódio do Americanas ao vivo, projeto de lives da Lojas Americanas que tem como objetivo apresentar ofertas e lançamentos para o público. O episódio de Ana teve como foco pessoas que moram sozinhas. Em 2021, virou apresentadora do quadro Tuuudo! no YouTube das Americanas com a influenciadora Ademara;
- Época Cosméticos: Ana foi apresentadora das lives de Black Friday da Época durante o mês de novembro de 2020;
- Arezzo: em 2021, foi apresentadora do "Tudo Que a Brizza Toca" do festival online da Arezzo, para divulgação das novas peças da coleção Brizza;
- Globo: em 2021, apresentou o evento online "A Força dos Realities", feito para apresentar a potência comercial dos reality shows da TV Globo ao mercado publicitário. No mesmo ano, apresentou o evento da Globoplay na Comic-Con de Portugal.

## Linhas e Produtos
Risotto de Gorgonzola com Pera Caramelizada à Ana Clara: em julho de 2018, o restaurante Paris 6 lançou o prato de Ana Clara baseado em uma receita de família da repórter.
Ana Clara by Miss Pink: em agosto de 2018, Ana Clara lançou sua linha de maquiagens em parceira com a marca brasileira Miss Pink, senda essa a primeira vez que a marca lançava produtos em parceria com uma personalidade. A linha consistia em um delineador 2 em 1 e dois tons vermelhos de batom, e foi comercializa até o fim do ano.
Ana Clara + Intrínsecos: entre outubro de 2018 e fevereiro de 2019, Ana Clara teve seu clube de leitura, "Ana Clara + Intrínsecos". Ela foi embaixadora do Clube de Leitura da editora Intrínseca, que ganhou o novo nome durante o período, trabalhando na divulgação e fazendo resenhas dos livros mensalmente nas redes sociais.

## Prêmios e indicações
| Ano  | Prêmio                    | Categoria                              | Nomeação                                                      | Resultado |
| ---- | ------------------------- | -------------------------------------- | ------------------------------------------------------------- | --------- |
| 2018 | Prêmio Gshow              | Fandom do Ano                          | Pimentas da Ana Clara                                         | Venceu    |
| 2018 | Prêmio Gshow              | Migos do ano                           | Gleici Damasceno & Ana Clara Lima                             | Venceu    |
| 2019 | Troféu Internet           | Revelação do Ano                       | Vídeo Show                                                    | Indicada  |
| 2019 | Prêmio Jovem Brasileiro   | Melhor Apresentadora                   | Vídeo Show                                                    | Indicada  |
| 2019 | Uol/Troféu Rock in Rio    | Repórter Revelação                     | Rock in Rio                                                   | Venceu    |
| 2021 | Prêmio Jovem Brasileiro   | Melhor Apresentador (a)                | Plantão BBB                                                   | Venceu    |
| 2021 | South America Awards      | Melhor Atriz Coadjuvante               | Story.Telling                                                 | Indicada  |
| 2021 | Garoa Awards              | Melhor Atriz Coadjuvante               | Story.Telling                                                 | Indicada  |
| 2021 | Prêmio Geração Glamour    | Comunicadora do Ano                    | Plantão BBB, Rede BBB, No Limite, The Voice Kids no Parquinho | Venceu    |
| 2021 | Prêmio F5                 | Melhor Apresentadora de entretenimento | Bate Papo BBB                                                 | Venceu    |
| 2021 | Prêmio Notícias da TV     | Revelação da TV                        | Bate Papo BBB                                                 | Indicada  |
| 2023 | Prêmio iBest              | Influenciador Twitter                  | Ana Clara Lima                                                | Indicada  |
| 2023 | SEC Awards                | Destaque em TV                         | Multishow                                                     | Venceu    |
| 2023 | Prêmio Jovem Brasileiro   | Melhor Apresentador                    | Túnel do Amor                                                 | Pendente  |
| 2024 | Prêmio iBest              | Reality Star                           | Big Brother Brasil                                            | Pendente  |
| 2024 | Prêmio iBest              | Influenciador Rio de Janeiro           | Ana Clara Lima                                                | Pendente  |
| 2024 | Prêmio iBest              | Influenciador Twitter                  | Ana Clara Lima                                                | Pendente  |
| 2024 | Prêmio iBest              | Instagrammer do Ano                    | Ana Clara Lima                                                | Pendente  |
| 2024 | BreakTudo Awards          | Apresentadora Favorita                 | Túnel do Amor                                                 | Pendente  |
| 2024 | Splash Awards             | Melhor Apresentador(a) de Reality Show | Estrela da Casa                                               | Pendente  |
| 2024 | Melhores do Ano Natelinha | Melhor Apresentadora                   | Estrela da Casa                                               | Pendente  |